# Tàngara beccònica d'orelles blanques
El tàngara beccònica d'orelles blanques (Conirostrum leucogenys) és un ocell de la família dels tràupids (Thraupidae).

## Hàbitat i distribució
Habita la selva pluvial, vegetació secundària i bosc de les terres baixes a l'est de Panamà, nord i centre de Colòmbia i nord de Veneçuela.